# Màlaia Ínia
Màlaia Ínia (en rus: Малая Иня) és un poble de la república de l'Altai, a Rússia, que el 2016 tenia 181 habitants, pertany al districte d'Ongudai.